# Julbach (Niemcy)
Julbach – miejscowość i gmina w Niemczech, w kraju związkowym Bawaria, w rejencji Dolna Bawaria, w regionie Landshut, w powiecie Rottal-Inn. Leży około 20 km na północny wschód od Pfarrkirchen, przy linii kolejowej Mühldorf am Inn – Straßwalchen.

## Dzielnice
W skład gminy wchodzą następujące dzielnice: Julbach, Oberjulbach, Buch, Untertürken, Bruckmühl, Hart, Holzen, Kollberg, Leimgrub, Maierl, Mehlmäusl, Mooswinkl, Oberschwemm, Reith, Rußbrenn, Seibertsloh i  Unterschwemm.